# فلاديمير فالوتسكي
فلاديمير فالوتسكي (بالروسية: Владимир Иванович Валуцкий)‏ (و. 1936 – 2015 م) هو كاتب سيناريو من الاتحاد السوفيتي، وروسيا، ولد في موسكو، توفي في موسكو، عن عمر يناهز 79 عاماً.

## التعليم
تعلم في معهد غيراسيموف للسينما (حتى 1964)
.

## جوائز
حصل على جوائز منها:

جائزة العامل الفني المكرم في جمهورية روسيا الاتحادية الاشتراكية السوفيتية ‏

## وصلات خارجية
- فلاديمير فالوتسكي على موقع IMDb (الإنجليزية)
- فلاديمير فالوتسكي على موقع قاعدة بيانات الفيلم (الإنجليزية)

- فلاديمير فالوتسكي في قاعدة بيانات الأفلام على الإنترنت